# Incahuasi (gemeente)
Incahuasi is een gemeente (municipio) in de Boliviaanse provincie Nor Cinti in het departement Chuquisaca. De gemeente telt naar schatting 14.128 inwoners (2018). De hoofdplaats is Incahuasi.